# Odo II. (Champagne)
Odo II. (franz.: Eudes; † nach 1118) aus dem Haus Blois war von 1045/48 bis 1063 ein Graf von Meaux und Troyes (Champagne) sowie seit etwa 1070 Graf von Aumale (siehe auch: Earl of Albemarle).
Odo war der einzige Sohn des Grafen Stephan II. von Meaux-Troyes und der Adela. Als sein Vater früh verstarb (er war 1048 bereits tot), erbte er dessen Besitz, die heutige Champagne, allerdings als Minderjähriger  unter Vormundschaft seines Onkels, des Grafen Theobald III. von Blois, der 1048 dann als Graf von Troyes auftrat und Odo bis 1063 ganz aus der Champagne verdrängte. Der Chronik der Fountains Abbey zufolge musste Odo die Champagne fluchtartig verlassen, nachdem er einen seiner eigenen Edelmänner ermordet hätte.
Odo hatte um 1060 Adela von der Normandie geheiratet († 1081/84), eine uneheliche Tochter des Normannenherzogs Robert des Prächtigen und Witwe der Grafen Enguerrand II. von Ponthieu und Lambert von Lens, und war damit ein Schwager von Herzog Wilhelm II. geworden.
Als Wilhelm im Jahr 1066 aufbrach, um seine vermeintlichen Ansprüche auf die englische Krone durchzusetzen (siehe Normannische Eroberung Englands), schloss Odo sich ihm an. Als Lohn seiner Teilnahme erhielt Odo um 1070 die Grafschaft Aumale in der Normandie und 1087 in England die Baronie Holderness. Nach dem Tod Wilhelms unterstützte er dessen zweitgeborenen Wilhelm Rufus gegen dessen älteren Bruder Robert Kurzhose, wofür er Aumale aufgeben musste. Nachdem sein Sohn Stephan 1095 im Zentrum eines gescheiterten Komplotts gegen Wilhelm Rufus stand, wurde auch Odo von diesem in Kerkerhaft gelegt.